# Kamienica Pod Jagnięciem w Krakowie
Kamienica Pod Jagnięciem – zabytkowa kamienica znajdująca się w Krakowie, w dzielnicy I przy Rynku Głównym 28, na Starym Mieście.

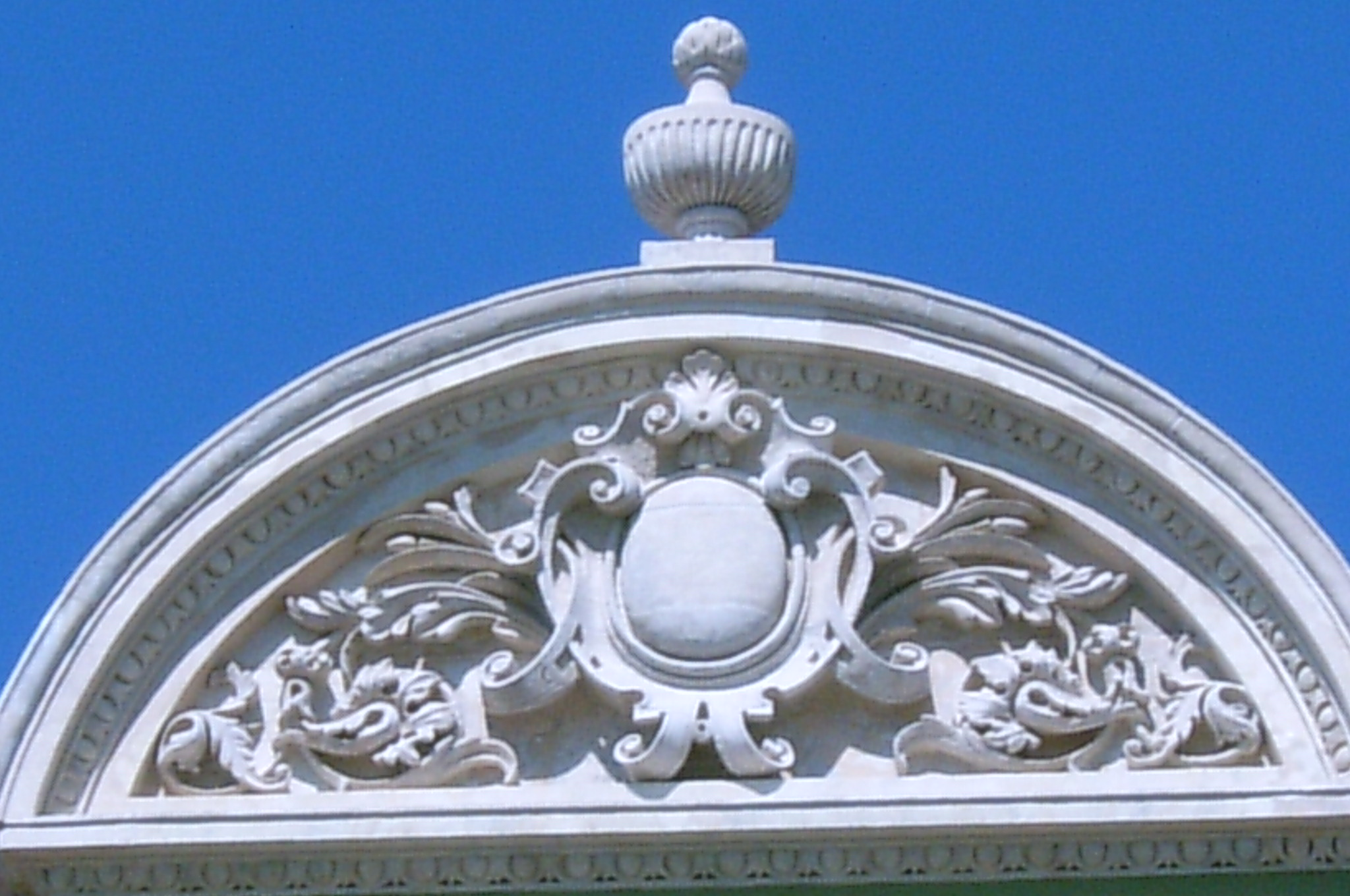
Zwieńczenie fasady

W 1586 była ona własnością włoskiej rodziny Cellarich, następnie przeszła w ręce Guccich. Przed tym domem został w 1537 skrytobójczo zamordowany Bartolomeo Berrecci. Po włoskim posiadaniu domu przez krótki czas właścicielką była Barbara Deboręcka a w XVIII wieku nabyła go rodzina Lików. Po uporządkowaniu stosunków majątkowych Karola Like, dom przejął na siebie w  1822 roku syn Wojciech Like, sędzia pokoju, utrzymujący aptekę "Pod Koroną" i w r. 1838 pozostawił w spadku synowi również Wojciechowi. Od 1874 właścicielami kamienicy była rodzina Potockich, która na wzór gdańskich kamienic manierystycznych przebudowała ją i nadała obecną nazwę. Wewnątrz zachowały się późnogotyckie i renesansowe portale.
13 maja 1986 kamienica została wpisana do rejestru zabytków. Znajduje się także w gminnej ewidencji zabytków.

## Źródła
- Praca zbiorowa Zabytki Architektury i budownictwa w Polsce. Kraków Krajowy Ośrodek Badań i Dokumentacji Zabytków Warszawa 2007, ISBN 978-83-922906-8-1